# 外屏增四
外屏增四，即双鱼座e（双鱼座80，80 Psc）是双鱼座的一颗恒星，视星等为+5.53，距离地球约115光年。